# النسخ السريانية للكتاب المقدس

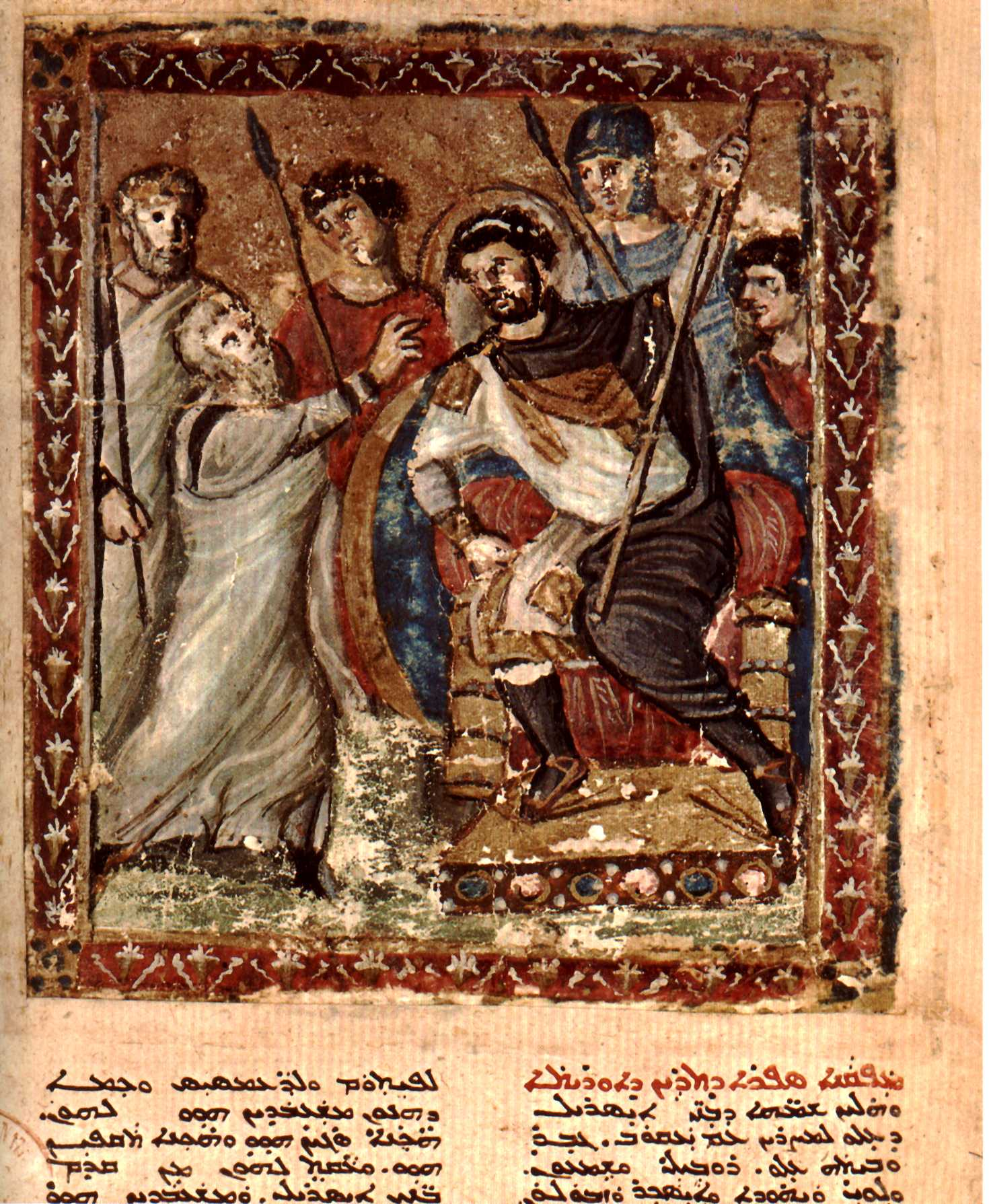
الكتاب المقدس السرياني في بارس، تُصور موسى أمام فرعون

تطوَّرت السريانية لهجةً من الآرامية في بعض المناطق. وقد كُتبت أجزاء من العهد القديم باللغة الآرامية، وهناك عبارات آرامية في العهد الجديد. كانت الترجمات السريانية للعهد الجديد من بين الترجمات الأولى، ويعود تاريخها إلى القرن الثاني. تُرجم الكتاب المقدس بأكمله في القرن الخامس، وبالإضافة إلى اللغة السريانية، هناك ترجمات للكتاب المقدس إلى لهجات آرامية أخرى.
لقد لعبت الشام دورًا هامًّا أو حتى مهيمنًا في بداية المسيحية. ويُعتقد أن إنجيل متى، وإنجيل لوقا، والديداكي، وإغناطيا، وإنجيل توما قد كُتبت هناك. وكانت الشام هي البلد الذي يتخذ من اللغة اليونانية لغة رسمية، مع محلي كبير للسريانية، التي كانت وثيقة الصلة باللهجة الآرامية التي تكلَّم بها يسوع (عيسى) والتلاميذ. ولهذا السبب تحظى النسخ السريانية بتقدير كبير من نقاد النصوص.
وقد ميّز العلماء بين خمسة أو ستة ترجمات سريانية مختلفة لكل أو جزء من العهد الجديد. من الممكن أن تكون بعض الترجمات قد فقدت. وبالإضافة إلى الشام، فإن المخطوطات نشأت أيضًا في بلدان مثل مصر (سيناء على وجه التحديد، وكانت قوتها تُعتبر ضمن الشام)، والعراق، وآشور، وأرمينيا، وجورجيا، والهند، وحتى من الصين .[بحاجة لمصدر] وهذا دليل جيد على النشاط التاريخي للكنيسة السريانية الشرقية.

## الإنجيل الرباعي
الإنجيل الرباعي هو أقدم ترجمة للأناجيل إلى اللغة السريانية. ويبدو أن أقدم ترجمة لأي نص في العهد الجديد من اليونانية كانت الإنجيل الرباعي، وهو مزيج من الأناجيل الأربعة القانونية (ربما مع نص خامس مفقود الآن) أعده ططيانوس في روما حوالي عام 170 بعد الميلاد. على الرغم من عدم وجود نص أصلي لكتاب الإنجيل الرباعي، فإن الشاهد الأبرز عليه هو التعليق النثري عليه بقلم أفرام السرياني. على الرغم من وجود العديد مما يسمى بشهود المخطوطات على الإنجيل الرباعي، إلا أنها تختلف جميعها، وفي النهاية، تشهد فقط على الشعبية الدائمة لمثل هذه التناغمات. ظهرت النسخ المحدثة في القرون اللاحقة على شكل ترجمة للأصول. تعتمد العديد من التناغمات الأوروبية في العصور الوسطى على مخطوطة فلودنسيس [الإنجليزية].

## النسخة السريانية القديمة
إن ترجمة النسخة السريانية القديمة للأناجيل الأربعة والتي تٌعرف بالاسم اللاتيني (Vetus Syra)  محفوظة اليوم في أربع مخطوطات فقط، وكل منها تحتوي على عدد كبير من الفجوات. تتكون الأناجيل الكوريتونية [الإنجليزية] من أجزاء من الأناجيل الأربعة. جُلب النص في عام 1842 من صحراء النطرون في مصر، وهو موجود الآن في المكتبة البريطانية. وقد فحص ويليام كوريتون هذه الأجزاء وحررها في عام 1858. يرجع تاريخ المخطوطة من الناحية القديمة إلى القرن الخامس الميلادي. يُطلق عليه اسم السريانية الكوريتونية، ويُشار إليه بالسريانية ج.
المخطوطة الثانية هي مخطوطة طرس اكتشفتها آغنيس سميث لويس [الإنجليزية] في دير القديسة كاترين في عام 1892 في جبل سيناء، وتسمى المخطوطة السريانية السينائية [الإنجليزية]، ويُشار إليها بالرمز (Syr s). كانت هذه النسخة معروفة واستشهد بها أفرام السرياني، وهي تمثل نمط النص الغربي. نشر سيباستيان بروك مخطوطتان إضافيتان للنسخة السريانية القديمة للأناجيل في عام 2016 ثم نشر جريجوري كيسل أخرى عام 2023.
تمثل هذه المخطوطات الأربع الأناجيل فقط. ولم يصلنا نص سفر أعمال الرسل ورسائل بولس إلى يومنا هذا. لا يُعرف عنهم إلا من خلال الاستشهادات التي قدمها الآباء الشرقيون. وقد أعاد فريدريك كورنواليس كونيبير [الإنجليزية] بناء نص سفر أعمال الرسل، وقام ج. موليتور بإعادة بناء نص رسائل بولس، مُستخدمين تفسيرات أفرام.

## البشيطة

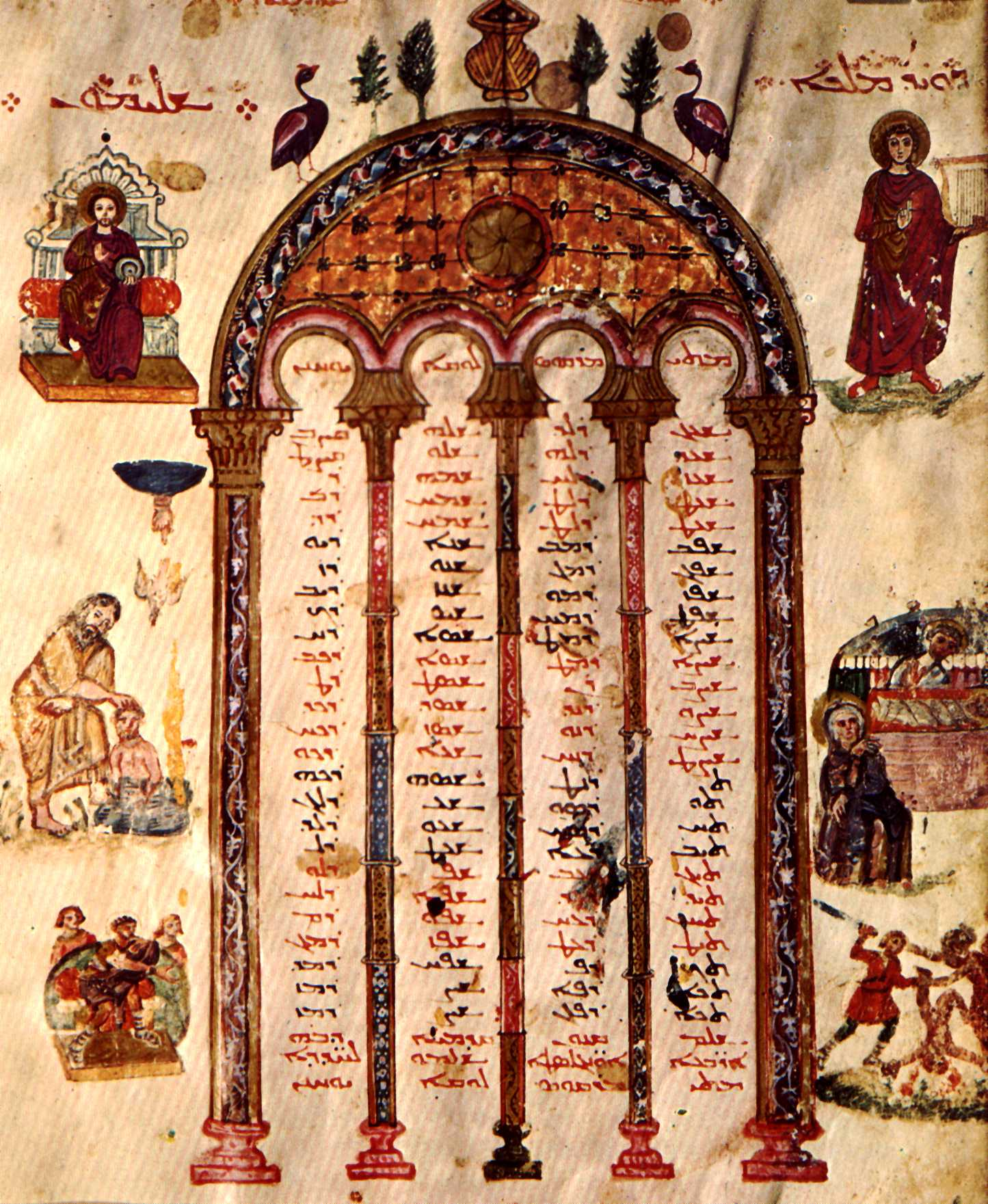
أناجيل رابولا، شرائع يوسابيان

موسى بن كيفا في عام 903 مصطلح "البشيطة" ويعني "بسيطة" (قياسًا على النسخة اللاتينية فولجاتا). وهي أقدم نسخة سريانية بقيت إلى يومنا هذا كاملة. يحتوي على العهد القديم بأكمله، ومعظم (؟) كتب الأسفار القانونية الثانية، بالإضافة إلى 22 كتابًا من العهد الجديد، ويفتقر إلى الرسائل الكاثوليكية الأقصر (2-3 يوحنا، 2 بطرس، يهوذا، وكذلك يوحنا 7: 53-8: 11) ورؤيا يوحنا. أُنشئ في بداية القرن الخامس. وقد نُسب تأليفه إلى رابولا، أسقف الرها (411-435). ولا تزال الكنيسة السريانية تستخدمه حتى يومنا هذا.
وقد نجا ما يزيد على 350 مخطوطة، يعود تاريخ العديد منها إلى القرنين الخامس والسادس. في الأناجيل هو أقرب إلى نوع النص البيزنطي ، ولكن في أعمال الرسل هو أقرب إلى نوع النص الغربي . يتم الإشارة إليه بـ(Syr p).

## طالع أيضًا
- قائمة مخطوطات العهد الجديد السريانية [الإنجليزية]

ترجمات شرقية مبكرة أخرى
- النسخ القبطية للكتاب المقدس
- ترجمات الكتاب المقدس إلى اللغة الصغدية
- ترجمات الكتاب المقدس إلى اللغة النوبية
- ترجمات الكتاب المقدس إلى الفارسية

## فهرس
- كورت ألاند, and Barbara Aland (1995). The Text of the New Testament: An Introduction to the Critical Editions and to the Theory and Practice of Modern Textual Criticism. Grand Rapids, Michigan. ISBN:978-0-8028-4098-1.{{استشهاد بكتاب}}:  صيانة الاستشهاد: مكان بدون ناشر (link)
- M. Black, K. Aland (1972). Die alten Übersetzungen des Neuen Testaments, die Kirchenväterzitate und Lektionare: der gegenwärtige Stand ihrer Erforschung und ihre Bedeutung für die griechische Textgeschichte. Berlin: Walter de Gruyter.
- Brock، Sebastian P. (1967). "Greek Words in the Syriac Gospels (Vet. and Pe.)". Le Muséon. ج. 80: 389–426. مؤرشف من الأصل في 2021-07-01.
- Brock، Sebastian P. (2008). "The Use of the New Testament in the Writings of Mor Ephrem". Bringing Light to the World: Syriac Tradition Re-visited. Tiruvalla: Christava Sahitya Samithy. ص. 103–118.
- Bruce M. Metzger (1977). The Early Versions of the New Testament. Oxford: Clarendon Press. ص. 3–98. ISBN:0-19-826170-5.
- W. Wright, Catalogue of the Syriac Manuscripts in the British Museum, مطبعة جورجياس [الإنجليزية] LLC 2002.
- "The Syriac Version". Studia Biblica et Ecclesiastica. Oxford: 195–208. 1891.

- النسخ السريانية للكتاب المقدس في مركز أبحاث الكتاب المقدس
- في موسوعة النقد النصي
- العهد الجديد مع الترجمة الغربية الكاملة على syriacbible.nl
- البشيطة مع المعجم التحليلي والترجمة الإنجليزية